# フーロックテナガザル
フーロックテナガザルは、テナガザル科の霊長類で、2つの種から構成される属である 。

## 概要
テナガザルの中ではフクロテナガザルの次に大きく、体サイズ60～90cm、体重9kgにまでなる。オスメスは体サイズはほぼ同じだが、毛色によって識別できる。オスは全体が黒く、額に特徴的な白色の毛を持つ。一方メスの体毛は茶灰色で、胸と首の部分が暗い。目と口の周りの毛は輪状に白く、目出し帽をかぶっているように見える。
テナガザルの中では最も北西部に分布し、インド北部からミャンマーにかけて生息する。また、バングラデシュ東部と中国南西部にも、それぞれ数百個体からなる小集団の存在が確認されている。他のテナガザル同様、昼行性、樹上性で、長い腕を使って木々を腕わたりして移動する。一夫一婦のペアで縄張りを防衛しながら暮らす。吠えることによって、家族が互いの位置を確認し、また他のテナガザルが縄張りに侵入するのを防ぐ。主な栄養源は果実、虫、葉である。
妊娠期間は7ヶ月で、産まれたばかりの子の体毛は白いが、およそ6ヶ月後には黒くなる。8～9歳で性成熟し、毛色も完全に成獣のものになる。野生下の平均寿命はおよそ25歳である。

## 分類
テナガザルの分類法は、近年変わってきている。従来の分類法はフクロテナガザルを属レベルで他と区別し、それ以外のテナガザルを全てHylobates 属としていたが、研究が進むにつれ、Hylobates 属1属の下にSympharangus 亜属(フクロテナガザルの系統)を含む3亜属を置く分類法が一般的になった。その後、フーロック種の系統を他と区別するためにBunopithecus 亜属を設け、1科1属4亜属となった。この4亜属がさらにその後、属に格上げされた。しかし、Bunopithecus 属の基準種はBunopithecus sericus (中国・四川地方で発掘されたテナガザル系統の絶滅種)である。フーロック種がB. sericus と近縁でないことが最近の研究でわかったので、フーロック種のために新たにHoolock 属が設けられた。この過程で、フーロック種内の亜種だった2グループが、それぞれ種に格上げされた。
フーロック属には2種が存在する。
- ニシフーロックテナガザル(Western Hoolock Gibbon)　Hoolock hoolock
- ヒガシフーロックテナガザル(Eastern Hoolock Gibbon)　Hoolock leuconedys

## Status
- ENDANGERED (IUCN Red List Ver. 2.3 (1994))
[4]